# Tabódy István
Tabódi és fekésházi  Tabódy István (Budapest, 1921. április 1. – Székesfehérvár, 2000. szeptember 25.) 20. századi magyar katonatiszt, később pap, székesfehérvári kanonok.

## Élete

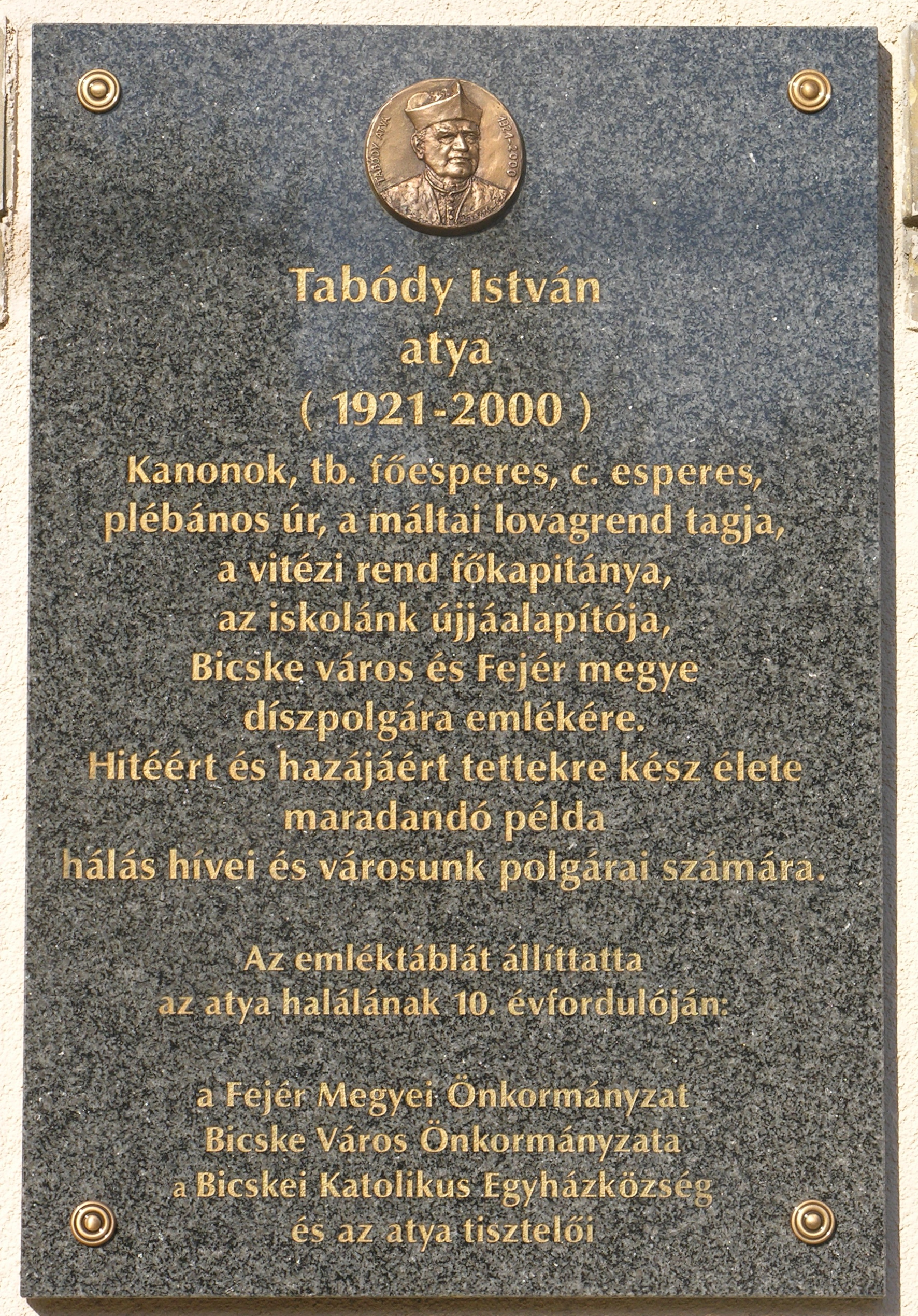
Emléktáblája Bicskén

A nemesi származású tabódi és fekésházi Tabódy család sarja. Apja, vitéz  tabódi és fekésházi Tabódy Tibor (1885-1936), Zala vármegye főispánja, Máltai lovag, országgyűlési képviselő, őrnagy, anyja, Trinkl Hermin (1893-1958) volt. Mivel apja, Tabódy Tibor is katonatiszt volt, ő is katonai pályára készült. 1930 és 1938 között a kőszegi katonai főreáliskolában tanult, majd tanulmányait a Ludovikán folytatta, ahol 1941-ben végzett. A 3. Nádasdy Ferenc huszárezred hadnagyaként Nagyváradon, Nagyszalontán és Munkácson szolgált. 1944-ben főhadnagyi rangot kapott, és kivezényelték az orosz frontra, ahol szeptember 17-én Varsó közelében súlyos sebesülést szerzett.
1945-től a Honvédelmi Minisztérium lóügyi osztályán szolgált, majd 1947-ben századosi rangot kapott. Még ugyanebben az évben kémkedés vádjával letartóztatták és internálták. A kistarcsai és a recski internálótáborban őrizték. 1953-as szabadulása után szállítómunkásként dolgozott, majd bérmakeresztapjának, Shvoy Lajos székesfehérvári püspöknek a segítségével papi tanulmányokat kezdett. 1955-ben az Állami Egyházügyi Hivatal eltiltotta a szemináriumból, ám Hegedüs András miniszterelnökhöz írt levele nyomán engedélyezték továbbtanulását.
1957-ben diakónussá szentelték és még ugyanabban az évben az 1956-os forradalommal való rokonszenvezése miatt 7 hónapra börtönbe zárták. Szabadulását követően, 1958. június 13-án Shvoy Lajos szentelte pappá. Pár hónapig a szemináriumon volt előadó, majd kizárták, mivel több társával együtt nem jelent meg az országos békepapi gyűlésen. Ezt követően a Közlekedési Múzeumban lett takarító. Néhány paptársával együtt titkos szemináriumot szervezett. Emiatt 1961-ben letartóztatták és „államellenes szervezkedés” vádjával 12 évre ítélték. Büntetését szinte teljesen letöltötte, 1972 december 30-án engedték ki a börtönből. Ez után a székesfehérvári belvárosi templom, majd Csabdi, majd Kisláng és végül Bicske plébánosa lett. 1990-ben fölvették a máltai lovagrendbe, mint magisztrális káplán (1996-tól tiszteletbeli konventkáplán). 1992-ben székesfehérvári kanonokká nevezték ki, mely tisztséget a haláláig betöltötte. A rendszerváltás után vezérőrnagyi rangot kapott. 1990-t követően paptársával Lipp Lászlóval együtt jelentős szerepet játszott az újrainduló tábori püspökség megszervezésében. 
Halála után posztumusz vezérezredesi rangot kapott katonai múltjára tekintettel. 2005-ben Bicskén szobrot emeltek tiszteletére.